# Spina
Spina – długi, niski i szeroki mur rozdzielający tory w cyrku rzymskim. Wokół niego odbywały się wyścigi rydwanów. Wygląd muru opisany na podstawie mozaiki z Barcelony przedstawiał się następująco: na podmurowaniu znajdowały się ołtarze bóstw, posągi, małe budowle kultowe albo dekoracyjne (np. fontanny, obeliski). Z dwóch stron muru umieszczano trzy po trzy masywne słupki. Na spinie umieszczano po 7 przedmiotów: z jednej strony 7 jaj, z drugiej 7 delfinów. Jajo i delfin były w mitologii greckiej i rzymskiej symbolami Dioskurów, synów Zeusa (lub Tyndareosa) i Ledy. Przedmioty te zdejmowano przy każdym, kolejnym okrążeniu dla kontroli ilości okrążeń. Pozostałości muru zachowane są w cyrku kartagińskim.